# Deborah Goodrich
Deborah Goodrich (Detroit (Michigan), 11 mei 1958) is een Amerikaanse actrice.

## Biografie
Goodrich heeft de highschool doorlopen aan het Lake Erie College in Painesville (Ohio) waar zij in 1980 haar bachelor of arts haalde in Franse en Italiaanse literatuur en geschiedenis.
Goodrich begon in 1980 met acteren in de film Those Lips, Those Eyes. Hierna heeft ze nog meerdere rollen gespeeld in televisieseries en films zoals All My Children (1982-1983) en St. Elsewhere (1986). Zij stopte met acteren in 1992 om zich te wijden aan haar werk als scenarioschrijfster bij Miramax.
Goodrich is getrouwd en heeft twee kinderen. Zij is ook een goede vriendin van Julia Roberts, Goodrich mocht bruidsmeisje zijn op haar huwelijk met Lyle Lovett. Goodrich zit in het bestuur van Lees en Schrijf Vrijwilligers in Stamford (Connecticut) en Greenwich (Connecticut) waar ze ook lesgeeft aan volwassenen die Engels willen leren.

## Filmografie

### Films
- 1992 Out on a Limb – als Jenny
- 1990 Ladies on Sweet Street – als Kitty Stone
- 1988 Liberace – als Joanne
- 1988 Remote Control – als Belinda Watson
- 1987 Survival Game – als C.J. Forrest
- 1986 The Deliberate Stranger – als Martha Chambers
- 1986 April Fool's Day – als Nikki Beshears
- 1985 Peyton Place: The Next Generation – als Kelly Carson
- 1985 Just One of the Guys – als Deborah
- 1984 Old Friends – als Susan King
- 1980 Those Lips, Those Eyes – als danseres

### Televisieseries
Uitgezonderd eenmalige gastrollen.
- 1986 St. Elsewhere – als Sarah Preston – 3 afl.
- 1984 The Edge of Night - als Hollace Dineen - 3 afl.
- 1982 – 1983 All My Children – als Connie Wilkes – 3 afl.